# Cesare Bovo
Cesare Bovo (14 de enero de 1983) es un exfutbolista italiano, se desempeña como defensa central y su equipo actual es el US Lecce de la Serie B de Italia.

## Selección nacional
Ha sido internacional con la selección de fútbol sub-21 de Italia.

### Participaciones Internacionales
| Torneo                  | Sede     | Resultado    |
| ----------------------- | -------- | ------------ |
| Eurocopa Sub-21 de 2004 | Alemania | Campeón      |
| Eurocopa Sub-21 de 2006 | Portugal | Primera fase |

## Clubes
| Club       | País   | Año         |
| ---------- | ------ | ----------- |
| US Lecce   | Italia | 2002 - 2004 |
| Parma FC   | Italia | 2004 - 2005 |
| AS Roma    | Italia | 2005 - 2006 |
| US Palermo | Italia | 2006 - 2007 |
| Torino FC  | Italia | 2007        |
| Genoa CFC  | Italia | 2007 - 2008 |
| US Palermo | Italia | 2008 - 2011 |
| Genoa CFC  | Italia | 2011 - 2013 |
| Torino FC  | Italia | 2013 - 2017 |
| Pescara    | Italia | 2017 - 2018 |
| US Lecce   | Italia | 2018 -      |